# Ślady (film 1975)
Ślady (wł. Le orme) – włoski dreszczowiec z 1975 roku w reżyserii Luigiego Bazzoniego, zrealizowany na podstawie opowiadania Las huellas Mario Fenelliego. Zdjęcia kręcono w Turcji.

## Obsada
- Florinda Bolkan – Alice Campos
- Rita Savagnone – Alice Campos (głos)
- Peter McEnery – Henry
- Massimo Turci – Henry (głos)
- Nicoletta Elmi – Paola Bersel
- Emanuela Rossi – Paola Bersel (głos)
- Klaus Kinski – prof. Blackmann
- Esmeralda Ruspoli
- Evelyn Stewart – Mary
- Vittoria Febbi – Mary (głos)
- Lila Kedrova – Iris Ines
- Lydia Simoneschi – Iris Ines (głos)
- Caterina Boratto – właścicielka butiku
- Dhia Cristiani – właścicielka butiku (głos)
- Rosita Toros – Marie Leblanche
- Myriam Acevedo – kierowniczka tłumaczeń ustnych
- John Karlsen – Alfredo Laurenti
- Giorgio Piazza – Alfredo Laurenti (głos)